# Nieme kino
Nieme kino (ang. Silent Movie) – amerykański film komediowy z 1976 roku w reżyserii Mela Brooksa, będący parodią niemych filmów, w szczególności komedii slapstickowych Hala Roacha, Macka Sennetta i Bustera Keatona. Przykładem żartu wykorzystanego w filmie jest fakt, iż jedyna w nim kwestia mówiona pada z ust Marcela Marceau, francuskiego mima. Dźwięk wykorzystano również w scenie ukazującej Nowy Jork: orkiestra zaczyna grać „San Francisco”, muzycy nagle zdają sobie sprawę, że grają niewłaściwy utwór, wstrzymują grę i podejmują już właściwy – „I’ll Take Manhattan”.

## Główne role
- Mel Brooks – Mel Funn
- Marty Feldman – Marty Eggs
- Dom DeLuise – Dom Bell
- Bernadette Peters – Vilma Kaplan
- Sid Caesar – szef Studia
- Harold Gould – Engulf
- Fritz Feld – Rio Bomba Maitre d'